# Anya kerestetik
Az Anya kerestetik az Olsen ikrek 1998-as filmje.

## Cselekmény
Tess (Mary-Kate Olsen) és Emily (Ashley Olsen) Tyler az apukájukkal, Maxwell "Max" Tylerrel (Tom Amandes)  élnek. Anyukájuk meghalt. Max szobrászművész. Régen Ő volt a partok „királya”, mivel kiválóan szörfözött és imádott társaságba járni, ám mióta felesége meghalt, teljesen magába fordult. Folyton csak a műhelyében szobrászkodik. Nem mozdul ki otthonról. A lányok próbálják rávenni, hogy mozduljon ki otthonról, menjen le velük a tengerpartra, de Max nem akar.
Max ügynöke, Nigel (Carl Banks) a lányokkal szemben arra buzdítja Maxet, hogy csak dolgozzon dolgozzon, a szobrokba vigye bele a bánatát. Nigel ebből profitál... nem keveset.
Közben Tess és Emily műugró edzésen vannak, ugyanis tagjai az iskola műugró csapatának. Tess a csapat legjobbja. Van is egy rajongója, aki szerelmes Tessbe. Ő nem más, mint Tess és Emily jó barátja, aki már legalább azóta a környéken lakik, mióta a lányok is, Cody (Rafael Rojas III.). Csakhogy Tess sokáig nem veszi észre, hogy Cody mennyire kedveli őt.
Emily szerelmes a csapat edzőjébe, Brad Thomasba (Bailey Chase) és folyamatosan hajt is rá. Persze sikertelenül.
Edzés közben érkezik egy új fiú Ryan (Sam Sellatta). Első érkezésekor a toronyból leugrókat figyeli, ezért beleesik a vízbe gördeszkástul. Ezért kinevetik, ám ekkor felmegy az ugró toronyba és ugrik egy... bombát.
Edzés után a lányok hazamennek és nagy nehezen ráveszik Maxet, hogy menjenek el a törzshelyükre, a Van Gogh füle büfébe, ahová még anyukájuk is ment velük, és ahol még egy fagylaltkelyhet is elneveztek róluk: "Tyler családi fagylaltkehely". A kiszolgáló, Autumn (Debra Christofferson) a jó barátjuk, mivel régen Tylerék törzsvendégek voltak nála.
Beszélgetnek pár szót egymással, aztán Maxnek eszébe jut, hogy a felesége mennyire szerette azt a helyet. Ismét úrrá lesz rajta a gyász és a fájdalom, ezért inkább visszamegy a műhelyébe.
A lányok, látva hogy apjuk milyen állapotban van, egy ötlettel rukkolnak elő. Egy forgalmas úton egy nagy hirdető táblára kiírnak egy hirdetést, miszerint „Maxwell Tyler párt keres magának”. Mivel a hirdetőtábla jól látható és forgalmas helyen van, hamar bekerül a hirdetés a tévébe és a lányok is nyilatkoznak a riporternek. Max pedig több halom levelet kap másnapra egy csomó nőtől.
A lányok csak akkor mondják el Maxnek, hogy mi ez az egész, mikor a postás már a 4. zsák levelet hozza. Max nem szeretne ebbe belemenni, de a lányok rábeszélik. Végül kompromisszumot kötnek: Max elmegy 5 randira. Ha bármelyik sikeres lesz, jó; de ha nem, akkor véget vet ennek.
Max el is megy 5 randira, de egyik nő szörnyűbb, mint a másik. Így aztán Max hazamegy és közli a lányokkal, hogy ennyi volt, egyik randi sem jött be.
Aztán kicsit elgondolkozik és elkezd játszani a levelekkel. Kis galacsinokká gyúrja őket és kosárra dobál velük és ha egy bemegy, akkor elhívja randizni azt, aki a levelet írta.
Közben Debbie (Ellen Ratner) és a barátnője Brooke Anders (Jessica Tuck) arról beszélgetnek, hogy Debbie is írt levelet Maxnek. Brooke-nak ezelőtt volt férje, aki csúnyán faképnél hagyta őt, ezért fél belemenni újabb kapcsolatba.
Közben Max betalál egy levélgalacsinnal a kosárba.
Másnapra megbeszélnek egy találkozót Debbie-vel. Max egy padon ülve várja Debbie-t. Ám nem más ül le Max mellé, mint Brook. Elkezdenek beszélgetni egymással. Közben ott vannak a lányok is és Debbie (aki már szintén ott várakozik, hogy találkozhasson Max-szel) észreveszi és meg is szólítja őket, hogy felismeri őket a tévéből, de hol van az apukájuk, „Poszter Papa”. A lányok mondják, hogy egy másik nővel látják egy padon ülve beszélgetni. Aztán odaviszik Debbie-t Maxhez és bemutatják neki, hogy vele beszélt meg randit. De Debbie látja, hogy Max és Brook máris mennyire megtetszettek egymásnak, ezért elküldi kettejüket, hogy legyenek csak egymással.
Max és Brook hamar egymásba szeretnek és hamarosan rendszeresen kezdenek randizni.
Amíg Max és Brook randizgatnak, addig a lányok meg műugró edzésre járnak. Egyik edzésen ismét megjelenik Ryen és kisebb vitatkozás után megmutatja, hogy mit is tud valójában és egy tökéleteset ugrik a toronyból. Brad egyből be akarja venni őt a csapatba, de Ryan visszautasítja. Emily pedig elgondolkodik rajta, hogy csak öt tagja lehet a csapatnak és ha bevesznek egy újat akkor a leggyengébbnek, az ötödiknek kell kiszállnia a csapatból és ez Emily.
Közben Nigel fondorlatoskodik, mert nem tetszik neki Max és Brook románca, mert így megváltozhatnak Max szobrai és ha a lehetséges új szobrok nem fognak tetszeni a vevőknek, Nigelnek nem lesz sok pénze. Ezért gonosz tervvel áll elő. B tervnek hamis másolatokat csináltat egy ismerősével Max szobraiból. Az A terv pedig az, hogy szét kell választani egymástól Maxet és Brookot. Ezt Nigel úgy oldja meg, hogy Tessel és Emilyvel elhiteti, hogy Brook csak Max pénzét akarja és a lányokat nem szereti. Ezzel eléri, hogy a lányok segítsenek neki szétválasztani Maxet és Brookot. Másnap Nigel szándékosan félreérthető szituációt rendez Max körül, a lányok meg odaviszik Brook-ot. hogy meglássa a félreérthető helyzetet, amit Brook meglát és félreért, ahogy Nigel remélte. Ám a lányok szörnyen érzik magukat. Érzik, hogy itt valami nincs rendben.
Aztán jön a műugró verseny, amelyet Emily ugrása dönt el, mert Ryan mégsem vállalja, és ezzel az ő csapatuk, a Polipok nyernek.
A verseny után Tess, Emily és Ryan elmennek a Van Gogh fülébe és ott szóba kerül, hogy Max és Brook szakítottak és amikor a lányok Brookot, Ryan meg Maxet hibáztatja, a lányoknak leesik, hogy Nigel áll a dolog mögött, Ryannek meg eszébe jut, hogy a minap látta Nigelt, amint szobrokat hamisíttat.
Aztán a lányok, Ryan és Cody négyen elmennek és sutyiban felveszik Nigel ügyködéseit.
Ezután visszamennek a szoborkiállító ünnepségre és lebuktatják Nigelt.
Aztán a lányok elmennek Brookhoz, hogy beszéljenek vele, de ő először szóba sem akar állni velük, de Ryan (akiről kicsivel korábban kiderült a lányok számára, hogy Brook fia) megkéri, hogy hallgassa meg őket. Brook végül is meghallgatja őket és Max plakátját áthúzva és ráírja, hogy "elkelt" jelzi, hogy megbocsát Maxnek és szeretne újra összejönni vele.
Össze is jönnek újra, így Tessnek és Emilynek újra van anyukája, Maxnek pedig felesége. És Max végre újra kinyílik a világ felé és élni kezd.
Nigel pedig elnyeri méltó büntetését: kisemmizik és szőnyeget próbál árulni a tengerparton.

### Érdekességek
1995-ben Mary-Kate és Ashley szülei elváltak. Az Anya kerestetik-ben az hogy anyukájuk meghalt és csak apukájukkal élnek, kicsit azt jelképezi, hogy szeretnék, ha a szüleik újra együtt lennének.

## Szereplők
| Szerep           | Színész             | Szinkronhang       |
| ---------------- | ------------------- | ------------------ |
| Tess Tyler       | Mary-Kate Olsen     | Molnár Ilona       |
| Emily Tyler      | Ashley Olsen        | Mánya Zsófi        |
| Maxwell Tyler    | Tom Amandes         | Haás Vander Péter  |
| Nigel            | Carl Banks          | Gesztesi Károly    |
| Brook Anders     | Jessica Tuck        | Madarász Éva       |
| Ryan             | Sam Sellatta        | Molnár Levente     |
| Brad Tomas       | Bailey Chase        | Hevér Gábor        |
| Debbie           | Ellen Ratner        | Menszátor Magdolna |
| Autumn           | Dbra Christofferson | Kocsis Mariann     |
| Cody             | Rafael Rojas III    | Előd Álmos         |
| Kristen          | Troian Bellisario   | Bogdányi Titanilla |
| Julianne         | Angeliqea Perry     | Mezei Kitti        |
| Enola Rubinstein | Lisa Montgomery     | Tóth Enikő         |